# Carmen Zulueta
Carmen Zulueta (Madrid, 1937) es una escultora, pintora y joyera española, una de las representantes del Constructivismo de la segunda década del siglo XX.

## Trayectoria
Se formó en la Real Academia de Bellas Artes de San Fernando (RABASF) y en el estudio de Eduardo Peña. Terminados sus estudios viajó por Inglaterra, Italia y Francia. En sus inicios, a principios de los años 60, experimentó con diferentes estilos demostrando un gran dominio del dibujo dentro de la figuración. Evolucionó hasta encontrar un lenguaje creativo personal en el Constructivismo, la geometría y la abstracción tanto en su escultura como en la pintura y joyería, que son pequeñas esculturas en miniatura. Utiliza la línea como punto de partida para profundizar en la forma y en el espacio geométrico. Su obra refleja su verdadera vocación, la arquitectura, que no pudo estudiar en su momento.
La producción pictórica de Zulueta se orienta hacia las creaciones espacio-constructivistas, donde la artista busca un concepto de espacio más libre huyendo de la atadura de la realidad y de la táctica gestual que impera en muchas pinturas abstractas. Investiga sobre el volumen a partir de la línea y el color y de la presencia física de la materia que emplea en sus obras. En su paleta cromática predominan los tonos fríos, blancos, grises y azules fundamentalmente. Sus esculturas, realizadas en madera, acero corten brillo y mate y vidrio, tienen un carácter muy arquitectónico. Fueron sus trabajos en orfebrería los que llevarían a la artista a la realización de obras de gran formato, esculturas urbanas, como las que se encuentran en el Edificio Científico TecnoAlcalá adscrito a la Universidad de Alcalá de Henares. Sus diseños de orfebrería están realizados en oro, plata, cobre, ébano, marfil o piedras como turquesas y ónices, manteniendo su línea de trabajo geométrica.

## Legado
En el año 2009, la Fundación Carlos de Amberes de Madrid realizó una exposición retrospectiva Carmen Zulueta. Espacios lineales (1969-2009) con cincuenta obras de la artista entre escultura, pinturas, joyas, maquetas, dibujos y una vídeo-creación.
Museos como la Real Academia de Bellas Artes de San Fernando, el Museo San Telmo, el Museo Municipal de Requena, el Museo de Dibujo Julio Gavín "Castillo de Larrés", la Biblioteca Nacional de España o el Museo del Grabado Español Contemporáneo, cuentan con obra suya en sus colecciones. En 2006, el Museo del Traje adquirió joyas de Zulueta para su colección.

## Reconocimientos
En 2006 recibió el premio Artes Plásticas Fundación Álvaro Mutis.